# ジョゼフ・ヨボ
ジョゼフ・イクポ・チコアズル・ヨボ（Joseph Ikpo Chicoazul Yobo, 1980年9月6日 - ）は、ナイジェリア・カノ出身のナイジェリア代表のサッカー選手。ポジションはMF、DF。

## 来歴

### クラブ
1996年、ナイジェリアのサッカークラブミシュラン・ポートハーコートのユースチームに加入。現クルー･アレクサンドラ所属のジョージ・アビーと共に成長した。二人は大の親友である。
1998年にベルギーの強豪スタンダール・リエージュへ移籍。トップチームデビューは2000年。3年間在籍し、46試合に出場し2得点を挙げている。
2001年にはフランスのオリンピック・マルセイユへ移籍を果たしたが、デビューしてすぐにスペインのCDテネリフェへローンで放出される。しかし、テネリフェでは9ヶ月間在籍したが1試合も出場することはなかった。
2002年にアーセナル、ユヴェントスなどからオファーを受けるも、それらを断り7月7日にローンでエヴァートンへ移籍。モイーズ政権で最初の移籍選手となった。また、当初はイングランドに移籍する気はなかったが、マクルズフィールドでプレー経験のあるジョージ・アビーに相談し、彼の助言のおかげで移籍する事が出来たと後に語っている。
モイーズはヨボのパフォーマンスに驚嘆し、即座に完全移籍のオファーを提示。長期間に渡る交渉の末、2003年5月22日におよそ￡5mをマルセイユに支払い完全移籍を果たした。
2003－04シーズンには、エバートンの年間最優秀若手選手賞を受賞。2006年7月22日、5年間の大型契約を結んだ。
2006-07シーズンはリーグ戦全試合に出場。UEFAカップ出場権獲得に貢献した。2007-08シーズンのUEFAカップ対AELラリッサにおいては、フィリップ・ネビルの不在もありチームキャプテンを務める事になった。クラブ創設130年余の歴史の中で、アフリカ人選手がエバートンのキャプテンマークを巻いたのはヨボが初めてである。
2009年5月22日、エヴァートンとの5年契約にサインした。しかし、エヴァートンでは同時期に加入したシルヴァン・ディスタンとヨニー・ハイティンハ、さらにはフィル・ジャギエルカの前になかなか出番に恵まれず、2010年8月31日、トルコのフェネルバフチェへレンタル移籍。2年間のレンタル移籍を経て、2012年8月4日に250万ユーロでフェネルバフチェへ完全移籍した。
2014年1月30日、ノリッジ・シティFCにレンタル移籍し、3年半ぶりにプレミアに復帰した。

### 代表
2002年のアフリカネイションズカップでは全6試合に出場。準決勝でセネガルに敗れるも、3位決定戦ではマリ代表に1－0で勝利した。また、日韓W杯でも全試合出場を果たしたが、死のグループと言われたF組のクジを引いたことにも影響され、ナイジェリアはグループリーグで敗退した。

## 慈善活動
2007年、ナイジェリアの恵まれない子供達を支援すべくJoseph Yobo Charity Foundation（ジョセフ・ヨボチャリティー財団）を設立した。
村の子供達が通う小さな学校から大学に至るまで、およそ300校以上のスクールに奨学金を寄付した。（2007年7月18日時点）

また、アヤックス・ケープタウンFCに倣って設立されたEverton Lagos FC（エバートン・ラゴスFC）と連携し、ナイジェリアのオゴニ地区にフットボール・キャンプを開いた。

## 事件
2008年7月5日、ポートハーコートで弟のノルム・ヨボが武装集団に誘拐された。彼らは身代金を要求してきたが、結局12日後の17日に無事解放された。この間エバートンのビル・ケンライト会長は、ヨボに「我々は家族だ。苦しい時は私に何でも言いなさい。」と言葉をかけた。その後も毎日ヨボの元を訪ねて相談に乗っていた。この事にヨボは大変感謝し、恩返しに更なる飛躍を誓う旨のコメントを出している。

## 代表歴

### 出場大会
- ナイジェリア代表
  - 2002 FIFAワールドカップ
  - 2010 FIFAワールドカップ
  - 2014 FIFAワールドカップ

### 試合数
- 国際Aマッチ 100試合 7得点（2001年-2014年）[3]

| ナイジェリア代表 | 国際Aマッチ | 国際Aマッチ |
| 年               | 出場        | 得点        |
| ---------------- | ----------- | ----------- |
| 2001             | 7           | 0           |
| 2002             | 12          | 0           |
| 2003             | 4           | 1           |
| 2004             | 10          | 2           |
| 2005             | 6           | 0           |
| 2006             | 8           | 0           |
| 2007             | 3           | 0           |
| 2008             | 10          | 2           |
| 2009             | 5           | 0           |
| 2010             | 10          | 0           |
| 2011             | 10          | 2           |
| 2012             | 2           | 0           |
| 2013             | 6           | 0           |
| 2014             | 7           | 0           |
| 通算             | 100         | 7           |

## タイトル
クラブ
フェネルバフチェSK
- スュペル・リグ 2010-11
- テュルキエ・クパス 2011-12, 2012-13

個人
- Everton's Young Player of the Year Award 2003-04
- CAF Awards 年間ベストイレブン (ディフェンダー部門)  2007-08